# Угода про визнання вини
Угода про визнання  вини – інститут права,   яким передбачена письмова угода обвинувачуваного і захисника, з одного боку, та прокурора, як сторони обвинувачення, з іншого боку, де сторони на основі норм законодавства домовляються про конкретне вирішення кримінальної справи, можливості спрощення процедури судового розгляду та межі покарання чи  звільнення від кримінальної відповідальності.

## Доктрина угоди про визнання вини в теорії та законодавстві зарубіжних країн
Доктрина угоди про визнання  вини запозичена правничою  наукою  та законодавством України із  кримінальної юстиції США,  де такий інститут (plea barqainind) застосовується у США. Наприклад, закріплена у Федеральних правил кримінального процесу в окружних судах США (1997 р.). Суть такого інституту полягає в тому, що при визнанні обвинуваченим (підсудним) своєї вини у злочині (зазвичай у менш тяжкому) обвинувач відмовляється від підтримання обвинувачення у більш тяжкому злочині, та пом’якшення покарання за вчинення визнаних протиправних дій.
Дж.Дресслер (США) розрізняє окремі види “угоди” на підставі “домовленості про заявлення клопотання щодо визнання обвинувачення” (plea bargaining) і “домовленості про призначення міри покарання” (sentence bargaining), внаслідок чого справа може бути припинена за обопільною згодою сторін (dismissal agreement) або може бути прийнята угода щодо зменшення обсягу обвинувачення (charge-reduction agreement). Може бути також досягнуто домовленості стосовно міри покарання, яка передбачає укладання угоди з рекомендацією суду призначити конкретне покарання відповідно до умов “угоди” (sentencing-recommendation agreement або sentencing agreement).
Показово, що саме в США, де давно діє інститут угоди про визнання вини, значна кількість вчених незадоволені результатами застосування даного інституту, заявляючи, що судові компроміси в такому вигляді – це ганьба для правосуддя, оскільки подібні угоди або надто вигідні для обвинувачених, надаючи можливість небезпечним злочинцям зізнатись у дрібних проступках і уникнути покарання за тяжкі злочини, або ж є несправедливими, бо нерідко є свого роду платою за зізнання, яке сталось з невідомих та сумнівних причин (в деяких дослідженнях вчених США наводяться дані, що біля третини підсудних, які укладали угоду про визнання вини, при всебічному розгляді справи судом присяжних були б виправдані.
У сучасному  кимінально-процесуальному праві Італії існує схожий інший інститут: процедура «призначення покарання за клопотанням сторін» (ст. 444–448 УПК). У ході попереднього розслідування або попереднього слухання справи прокуратура й обвинувачуваний мають право – але тільки у справах про проступки – дійти згоди про призначення обвинуваченому покарання у вигляді штрафу або ув'язнення на строк до двох років. Якщо така угода досягнута, то вони звертаються до суду із клопотанням про затвердження угоди. Клопотання може бути заявлене лише до початку судового розгляду і якщо в процесі немає потерпілого. Суд перевіряє дотримання формальних і процедурних умов і, не виявивши порушень закону, затверджує угоду, що має силу обвинувального вироку й не підлягає апеляційному оскарженню (тільки касаційному). Водночас суд має право оцінювати справу по суті і відмовитись затвердити угоду, якщо, наприклад, покарання явно не співмірне вчиненому або якщо він сумнівається у винуватості обвинуваченого. Якщо обвинувачений одержує покарання не в порядку «нормального» судочинства, а в рамках зазначеної процедури, то це обіцяє йому певні вигоди: покарання автоматично скорочується на третину; не підлягають застосуванню додаткові види покарання (за винятком конфіскації) й інші «заходи» тощо.  Аналоги згаданих «угод» існують і у законодавстві Данії, Норвегії, Голландії.

## Угода  про визнання вини за законодавством України
Відповідно до ст. 472 Кримінального процесуального кодексу України в угоді про визнання винуватості   (вини) зазначаються, зокрема, «істотні для відповідного кримінального провадження обставини, беззастережне визнання підозрюваним чи обвинуваченим своєї винуватості у вчиненні кримінального правопорушення, обов’язки підозрюваного чи обвинуваченого щодо співпраці у викритті кримінального правопорушення, вчиненого іншою особою (якщо відповідні домовленості мали місце), умови часткового звільнення підозрюваного, обвинуваченого від цивільної відповідальності у вигляді відшкодування державі збитків внаслідок вчинення ним кримінального правопорушення, узгоджене покарання та згода підозрюваного, обвинуваченого на його призначення або на призначення покарання та звільнення від його відбування з випробуванням, умови застосування спеціальної конфіскації, наслідки укладення та затвердження угоди».
Разом з тим, в ч. 3 ст. 349 Кримінального процесуального кодексу України передбачається ще одна форма спрощення судочинства: «Суд має право, якщо проти цього не заперечують учасники судового провадження, визнати недоцільним дослідження доказів щодо тих обставин, які ніким не оспорюються. При цьому суд з’ясовує, чи правильно розуміють зазначені особи зміст цих обставин, чи немає сумнівів у добровільності їх позиції, а також роз’яснює їм, що у такому випадку вони будуть позбавлені права оскаржити ці обставини в апеляційному порядку». За такої моделі у нас можуть з’явитись засуджені «без суду і слідства», а, що ще гірше, – «без вини винуваті».
Окремі вчені-юристи звертають увага на певні позитивні сторони запровадження такої спрощеної системи судочинства, зазначаючи на можливі економічні «вигоди» в сенсі «економії фінансових ресурсів держави», оптимізації застосування, гуманізації і індивідуалізації кримінальної відповідальності, підвищенні швидкості кримінальних проваджень та зменшенні навантаження на систему правосуддя.
На користь запровадження даного інституту називаються такі аргументи: введення інституту угод відображає напрям розвитку кримінального процесу України щодо його подальшого скорочення і спрощення; такі зміни пов’язані з більшим спрямуванням Кодексу на розвиток процесу в напрямі його гуманізації, забезпечення змагальності та рівності сторін; Рекомендація № R(87)18 Комітету Міністрів Ради Європи стосовно спрощення кримінального правосуддя, зокрема, розглядає угоди як принципи та способи процесуальної економії; спрощення та скорочення процедури розгляду кримінальних справ, зменшення строків перебування осіб під вартою, заощадження коштів та часу, що витрачаються на розгляд кримінальної справи, позасудове вирішення конфліктних ситуацій, зменшення навантаження на суд.
Разом з тим, спроба реалізації в кримінальному процесі України концепції угоди про визнання  вини отримала і критику в юридичній літературі.  Якщо ж суд не досліджує доказів, а доказами є лише те, що суд безпосередньо сприймає, то які взагалі докази можуть існувати в такому кримінальному провадженні. Хіба що визнання вини – цариці доказів, реалії застосування чого на практиці відчуло багато людей в минулі роки. За такої моделі у нас і сьогодні можуть з'явитись засуджені “без суду і слідства”, а, що ще гірше, – “без вини винуваті”.
“Суд, – як слушно зазначає Олександр Тертишник, – має бути активним дослідником обставин справи. Без цього неможливо докопатись до істини в складних умовах кримінального процесу, де сторони нерідко зацікавлені в справі і готові на протидію встановленню правди, де не виключені факти непрофесіоналізму, корупції, безвідповідальності, фарисейства і просто фальсифікацій…” 
На думку  Л. Д. Удалової, та І. В. Паризького, угода про визнання вини і завдання встановлення об’єктивної істини – це поняття і явища, які виключають одне одного.
Запроваджуючи інститут угоди про визнання винуватості, законодавець обійшов увагою вже існуючий у нашій правовій системі і більш виважений та доречний інститут дієвого каяття, як різновид судового компромісу, який передбачено ст. 45  Кримінального кодексу України. Останній знаходить  розкриття у багатьох нормах Особливої частини КК України, наприклад, невиплата заробітної плати (ст. 175),  ухилення від сплати податків (ст. 212), давання хабара (ст. 369) тощо. Наслідком застосування інституту дієвого каяття може бути не тільки пом’якшення покарання, а й, за передбачених умов, – звільнення особи від відповідальності. На жаль, новий КПК України не визначив процесуальну форму застосування інституту дієвого каяття, натомість передбачив неоднозначний з погляду теорії доказів та теорії права інститут угоди про визнання винуватості.   
Варто зазначити, що в ст. 62 Конституції України передбачена  презумпція невинуватості -   «особа вважається невинуватою у вчиненні злочину і не може бути піддана кримінальному покаранню, доки її вину не буде доведено в законному порядку і встановлено обвинувальним вироком суду. Ніхто не зобов’язаний доводити свою невинуватість у вчиненні злочину. Обвинувачення не може ґрунтуватися на доказах, одержаних незаконним шляхом, а також на припущеннях. Усі сумніви щодо доведеності вини особи тлумачаться на її користь».
Дослідниками проблеми  звертається увага на систему інших приписів закону, які знаходяться в конкукренції з нормами інституту угоди про визнання вини, а саме:
а) В ст. 17  Кримінального процесуального кодексу України: «Ніхто не зобов’язаний доводити свою невинуватість у вчиненні кримінального правопорушення і має бути виправданим, якщо сторона обвинувачення не доведе винуватість особи поза розумним сумнівом».
б) Частина 5 ст. 364  Кримінального процесуального кодексу України – «учасники судового провадження мають право в судових дебатах посилатися лише на ті докази, які були досліджені в судовому засіданні».
в) Частина 4 ст. 95  Кримінального процесуального кодексу України — «суд може обґрунтовувати свої висновки лише на показаннях, які він безпосередньо сприймав».
г) Частина 3 ст. 370  Кримінального процесуального кодексу України – «обґрунтованим є рішення, ухвалене судом на підставі об’єктивно з’ясованих обставин, які підтверджені доказами, дослідженими під час судового розгляду».
д) Стаття 14  Міжнародного пакту про громадянські та політичні права зазначає, що «кожен, кого засуджено за будь-який злочин, має право на те, щоб його засудження і вирок були переглянуті судовою інстанцією вищого рівня згідно із законом».
е) Згідно з п. 2 ч. 2 ст. 129 Конституції України одним з принципів судочинства є «забезпечення права на апеляційний перегляд справи та у визначених законом випадках – на касаційне оскарження судового рішення». З огляду на цю засаду за жодних обставин норми  Кримінального процесуального кодексу Україн не можуть позбавляти ні обвинуваченого, ні потерпілого права на апеляційне оскарження вироку, права, щодо якого не передбачено обмежень у конституційних нормах.
є)  Суд відмовляє в затвердженні угоди відповідно до ст. 474  Кримінального процесуального кодексу України, якщо умови угоди суперечать вимогам цього Кодексу або відсутні фактичні підстави для визнання винуватості.
Європейський суд з прав людини  у справі «Ростовцев проти України» (рішення від 25 липня 2017 року) визначає, що «будь-які обмеження права на перегляд, що містяться у національному законодавстві, мають за аналогією з правом доступу до суду, закріпленим пунктом 1 статті 6 Конвенції, переслідувати законну мету та не порушувати саму суть цього права», але питання щодо сумнівного позбавлення національним законодавством права підсудного на повноцінне судове слідство та на апеляційне оскарження вироку в разі, коли ним була укладена угода про визнання вини, залишається не вирішеним.
На думку Володимира Тертишника, ч. 3 ст. 349, ст. 302, п. 2 ч. 1 ст. 468, ч. 2 та 4 ст. 469, ст. 470, ст. 472, ч. 2 ст. 473, ч. 4 ст. 474 КПК України, у яких закладено модель спрощеного судочинства на підставі угоди про визнання  винуватості, не мають застосовуватись і підлягають скасуванню як норми, які звужують суттєві гарантії встановлення об’єктивної істини та наявні права і свободи людини, суперечать ст. 22 та 62 Конституції України, міжнародним правовим актам, принципам і окремим положенням норм самого КПК України та виходять за межі здорового глузду. Критерій істини – практика, особливо в таких жахливих її проявах, як справи щодо загибелі журналіста Олександрова чи щодо обвинувачення Світлани Зайцевої, показують, що подібне просте й дешеве судочинство може дорого коштувати людям і суспільству. Угода про визнання вини – юридична фікція, яка запроваджена ст. 468-475 КПК України всупереч конституційному принципу презумпції невинуватості та іншим засадам правосуддя. Замість угоди про визнання вини в кримінально-процесуальному праві доцільно розвивати існститут дієвого каяття.

## Законодавчі новації застосування угоди про визнання вини у справах про корупційні кримінальні правопорушення
Законом України № 4033-IX  від 29 жовтня 2024 року  «Про внесення змін до Кримінального кодексу України та Кримінального процесуального кодексу України щодо вдосконалення регулювання угод про визнання винуватості у кримінальних провадженнях щодо корупційних кримінальних правопорушень та кримінальних правопорушень, пов’язаних з корупцією»,   а саме п. 2 ч. 4  ст. 469 КПК України  визначається, що  угода про визнання винуватості може бути укладена у провадженні щодо «корупційних кримінальних правопорушень та кримінальних правопорушень, пов’язаних з корупцією, за умови викриття підозрюваним чи обвинуваченим іншої особи (осіб) у вчиненні будь-якого корупційного кримінального правопорушення чи кримінального правопорушення, пов’язаного з корупцією, та якщо інформація щодо вчинення такою особою (особами) кримінального правопорушення буде підтверджена доказами, і за умови повного або часткового (з урахуванням характеру та ступеня участі особи у вчиненні злочину) відшкодування підозрюваним або обвинуваченим завданого збитку або заподіяної шкоди (якщо такі збитки або шкода були завдані)».
Разом з тим,  сторонами угоди про визнання винуватості, за приписами  даного закону (нової статті 69−2 КК України  ("Призначення більш м’якого покарання, ніж передбачено законом, у випадках укладання угоди про визнання винуватості у кримінальних провадженнях щодо корупційних кримінальних правопорушень або кримінальних правопорушень, пов’язаних з корупцією»), може бути узгоджено покарання у виді позбавлення волі нижче від нижчої межі, встановленої в санкції статті  Особливої частини цього Кодексу, але не нижче від найнижчої межі для даної форми покарання", тобто не менше 1 року. 
За приписами ч. 2 ст. 75 КК України, у кримінальних провадженнях щодо корупційних кримінальних правопорушень"суд приймає рішення про звільнення від відбування покарання з випробуванням у випадку затвердження угоди про визнання винуватості, якщо сторонами угоди узгоджено звільнення від відбування покарання у виді позбавлення волі на строк не більше восьми років або іншого більш м’якого покарання, а також узгоджено звільнення від відбування покарання з випробуванням".
Вузька сфера застосування даних змін до законодавства носить ознаки створення механізмів  вибіркового правосуддя, що несприйнятно з огляду на засади правової держави та принципи правосуддя.